# Cmentarz Parafii św. Wawrzyńca w Kutnie
Cmentarz Parafii św. Wawrzyńca w Kutnie – cmentarz rzymskokatolicki położony w mieście Kutno przy ulicy Cmentarnej 3, w województwie łódzkim, w powiecie kutnowskim.

## Historia
Pierwszy cmentarz znajdował się przy kościele św. Wawrzyńca i istniał od czasów średniowiecza. Kutnowski cmentarz grzebalny w tzw. polu powstał najprawdopodobniej około 1811 roku. Najstarsza księga  zmarłych pochodzi  dopiero z początku  XIX wieku i zawiera akta stanu cywilnego osób zmarłych  parafii kutnowskiej z roku 1826.
Proboszczem parafii od 1808 roku do maja 1834 roku był ksiądz kanonik Tomasz Cholewicki. Zapewne to on był założycielem nowego cmentarza poza miastem, który  mógł powstać po roku 1810.
Niezadowalający stan sanitarny Kutna był przyczyną licznych epidemii. W 1811 roku wśród ubogiej ludności żydowskiej wybuchła epidemia świerzbu, która ogarnęła miasto, zaś w latach 1815-1830 notowano dużą zachorowalność dzieci, prawdopodobnie  na dyfteryt. Obfite żniwo zebrały powtarzające się epidemie cholery, ospy i  tyfusu. Wybuchły one w Kutnie  w latach 1813 i następnych. Duża umieralność ludności Kutna zmusiła władze miasta do założenia cmentarza poza jego granicami, przy drodze do Gołębiewa. W najstarszej księdze zmarłych  z 1826 roku nie ma żadnej adnotacji  o rozpoczęciu  grzebania zmarłych  na nowym cmentarzu w polu, stąd można wnioskować, że cmentarz już istniał, jako miejsce poświęcone i przeznaczone do grzebania zmarłych. Podczas wizytacji kanonicznej parafii  w 1826 roku, nowy cmentarz poza miastem nawiedził biskup, dokonał  lustracji cmentarza, odmówił modlitwę za zmarłych i poświęcił krzyż.  Na przyjazd biskupa, cmentarz został ogrodzony drewnianym parkanem i został uporządkowany.
W latach 1850-1852  na cmentarzu grzebalnym  wzniesiono  dom przedpogrzebowy  – kaplicę pod wezwaniem św. Rocha  w stylu neobarokowym. Kaplica, pełniąca w istocie funkcję kościoła cmentarnego, stanęła prawdopodobnie pośrodku pierwotnego obszaru cmentarza. Przyjmując pierwotną wielkość cmentarza z 1811 roku obejmującą 6600 łokci kwadratowych, co stanowi około 2340 m2, można podać, iż ogólna wielkość cmentarza wynosiła około 5830 m2.
Na kutnowskiej nekropolii znajduje się wiele zabytkowych nagrobków lokalnej szlachty i ziemiaństwa m. in. najstarszy grób Anny z Wernerów Krysińskiej z 1837 roku, dwie płyty granitowe na mogile rodziny Podczaskich herbu Rola z 1888 roku, grobowce Anny i Zofii Chlewickich, kaplica rodzinna Oyrzanowskich z początku XX wieku. Na cmentarzu w czasie zaborów chowano rosyjskich żołnierzy i obywateli.  W północnej części cmentarza umiejscowiono kwaterę wojskową, w której pochowano żołnierzy polskich z okresu walk w latach 1919-1939. Centralnym miejscem kwatery wojskowej jest miejsce pamięci narodowej, przy którym lokalne władze upamiętniają m. in. rocznicę wybuchu II wojny światowej. Na cmentarzu znajduje się również pomnik upamiętniający robotników z gminy Łanięta zamordowanych w trakcie rewolucji 1905 roku. Pomnik, ufundowany przez Magistrat miasta Kutna w 1928 roku jest z kolei miejscem pamięci dla lokalnych środowisk lewicowych. W czasie okupacji hitlerowskiej, pochówki na cmentarzu dla obywateli polskich zostały zakazane (Polacy byli chowani na cmentarzu parafii św. Stanisława Biskupa i Męczennika w Łąkoszynie). Na cmentarzu znajdują się również groby 31 powstańców warszawskich.
Pierwsza kwesta na rzecz ratowania zabytkowych nagrobków, wyszła z inicjatywy działaczy Towarzystwa Przyjaciół Ziemi Kutnowskiej i miała miejsce 11 listopada 1992 roku. Po 11 latach, kwestę wznowiono i trwa ona nieprzerwanie od 2003 roku.

## Osoby pochowane na cmentarzu
- Zbigniew Burzyński (1952–2025) – polski inżynier i samorządowiec, prezydent Kutna w 1998 oraz 2002-2024,
- Jan Aleksander Janiak (1893–1938) – poseł II i III kadencji II RP, przywódca PPS w Kutnie,
- Leon Jankowski (1901–1975) – pułkownik broni pancernej Wojska Polskiego i Polskich Sił Zbrojnych,
- Seweryn Koralewski (1902-1987) – podoficer Wojska Polskiego w II Rzeczypospolitej, kawaler Orderu Virtuti Militari,
- Henryk Lesiak (1932–2018) – polski regionalista, członek założyciel Towarzystwa Przyjaciół Ziemi Kutnowskiej,
- Krzysztof Michalski (1966–2012) – polski dziennikarz, kutnowski korespondent Radia Łódź,
- Aga Mikolaj (1971–2021) – polska śpiewaczka operowa,
- Ignacy Pilwiński (1896–1939) – podpułkownik piechoty Wojska Polskiego, kawaler Orderu Virtuti Militari,
- Zdzisław Puzdrakiewicz (1932–2001) – polski działacz spółdzielczości mieszkaniowej, organizator Robotniczej Spółdzielni Mieszkaniowej "Pionier" w Kutnie,
- Franciszek Sienkiewicz (1902-1976) – polski lekarz, inicjator budowy nowego szpitala w Kutnie,
- Antoni Troczewski (1861–1928) – polski lekarz, działacz społeczny i polityczny,
- Wincenty Warda (1885–1944) – polski działacz komunistyczny,
- Bolesław Wituszyński (1912–1991) – polski plantator, inicjator Jarmarku Różanego w Kutnie.

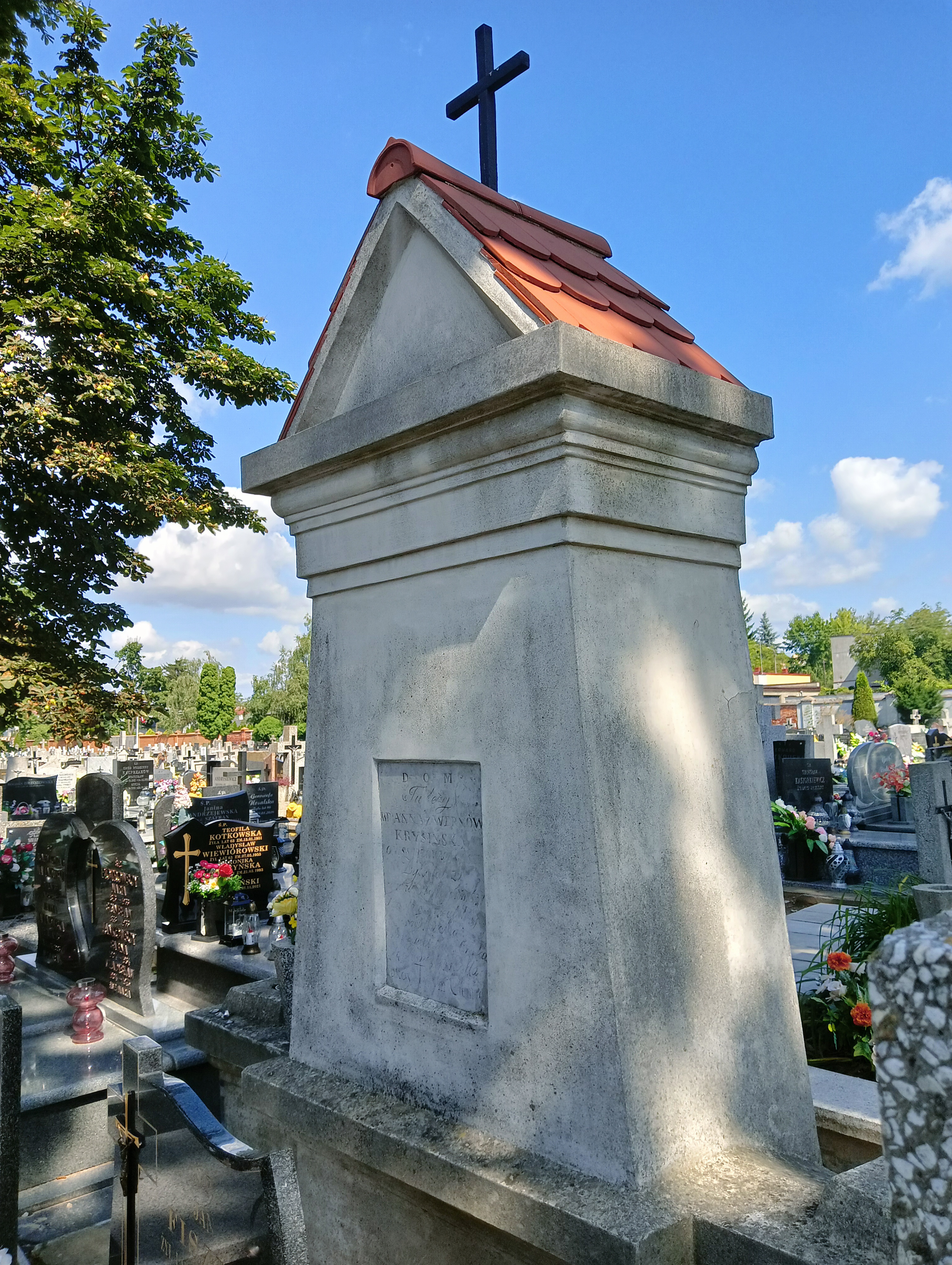
Grób Anny z Wernerów Krysińskiej w Kutnie z 1837 roku
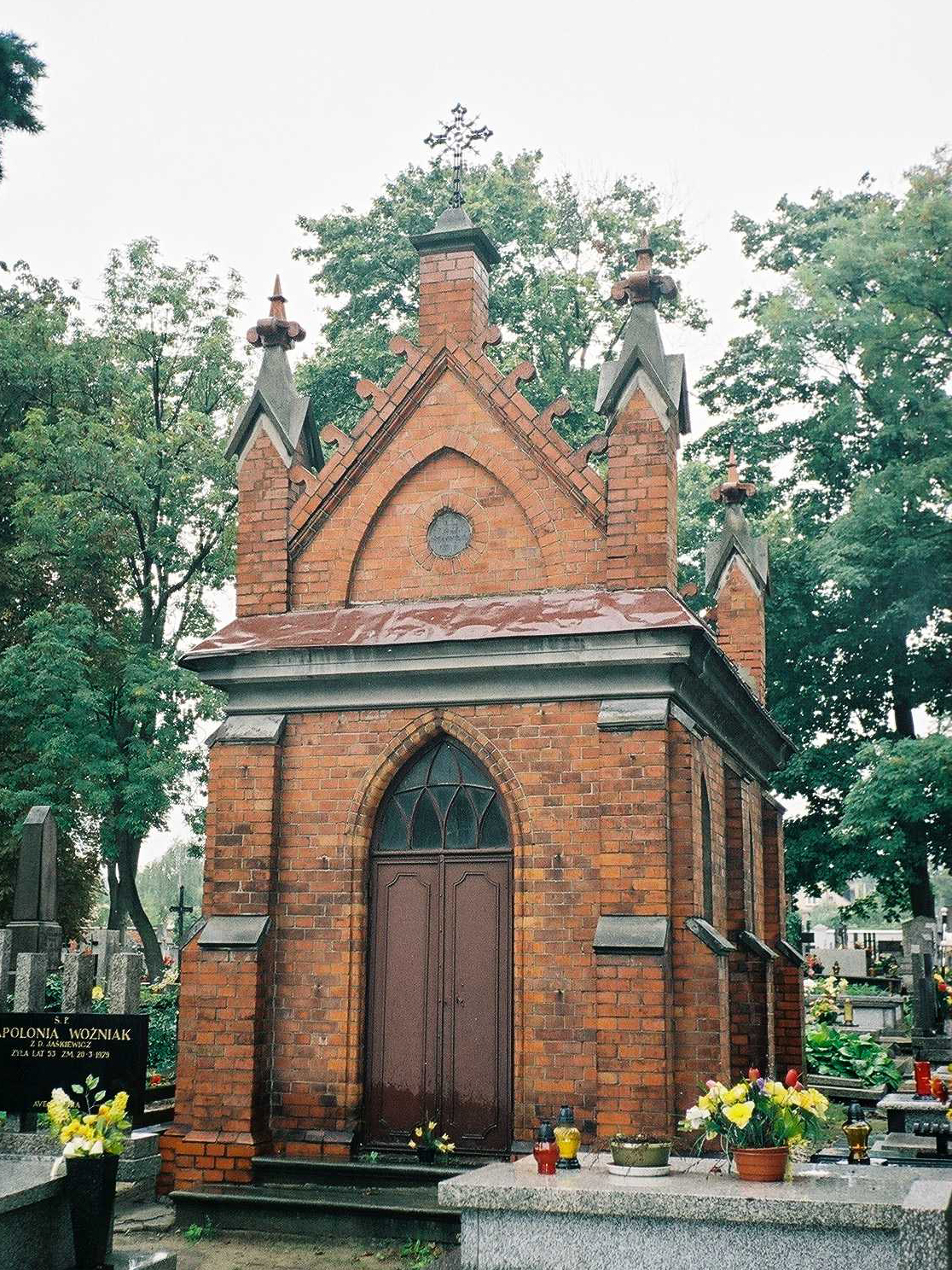
Kaplica rodzinna Oyrzanowskich z 1901 roku
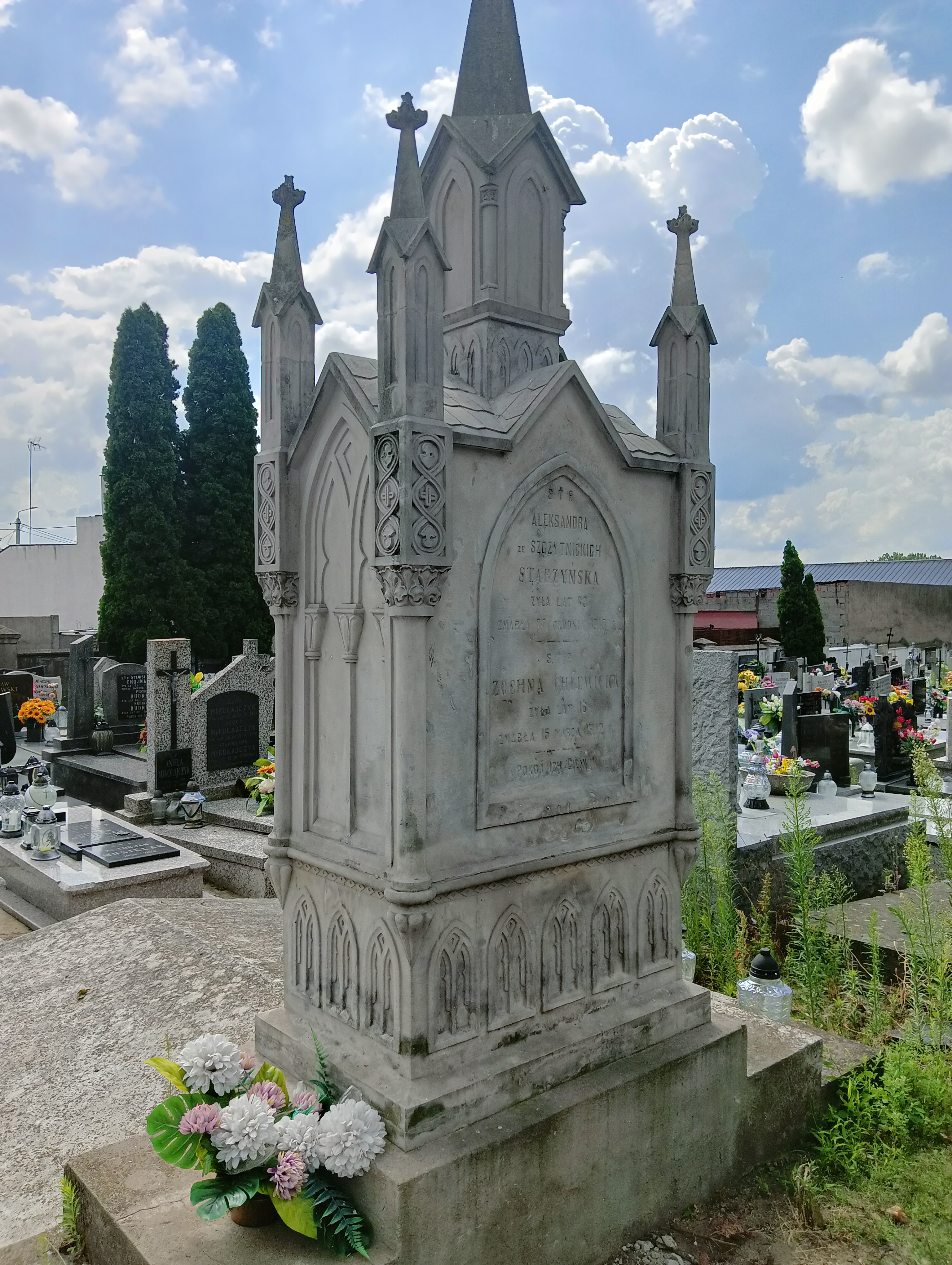
Grobowiec Anny Chlewickiej z 1904 roku
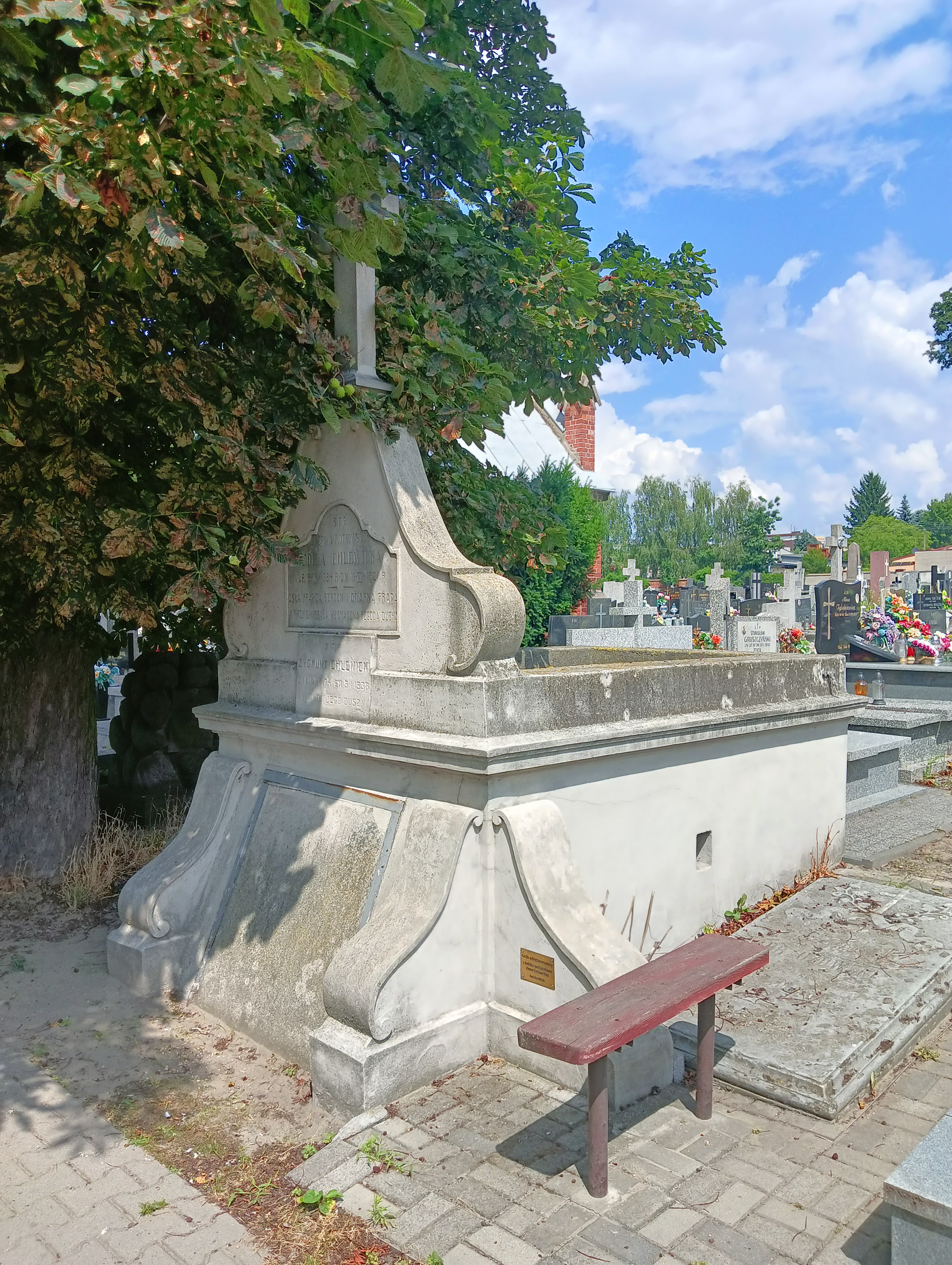
Grobowiec Zofii Chlewickiej z 1921 roku
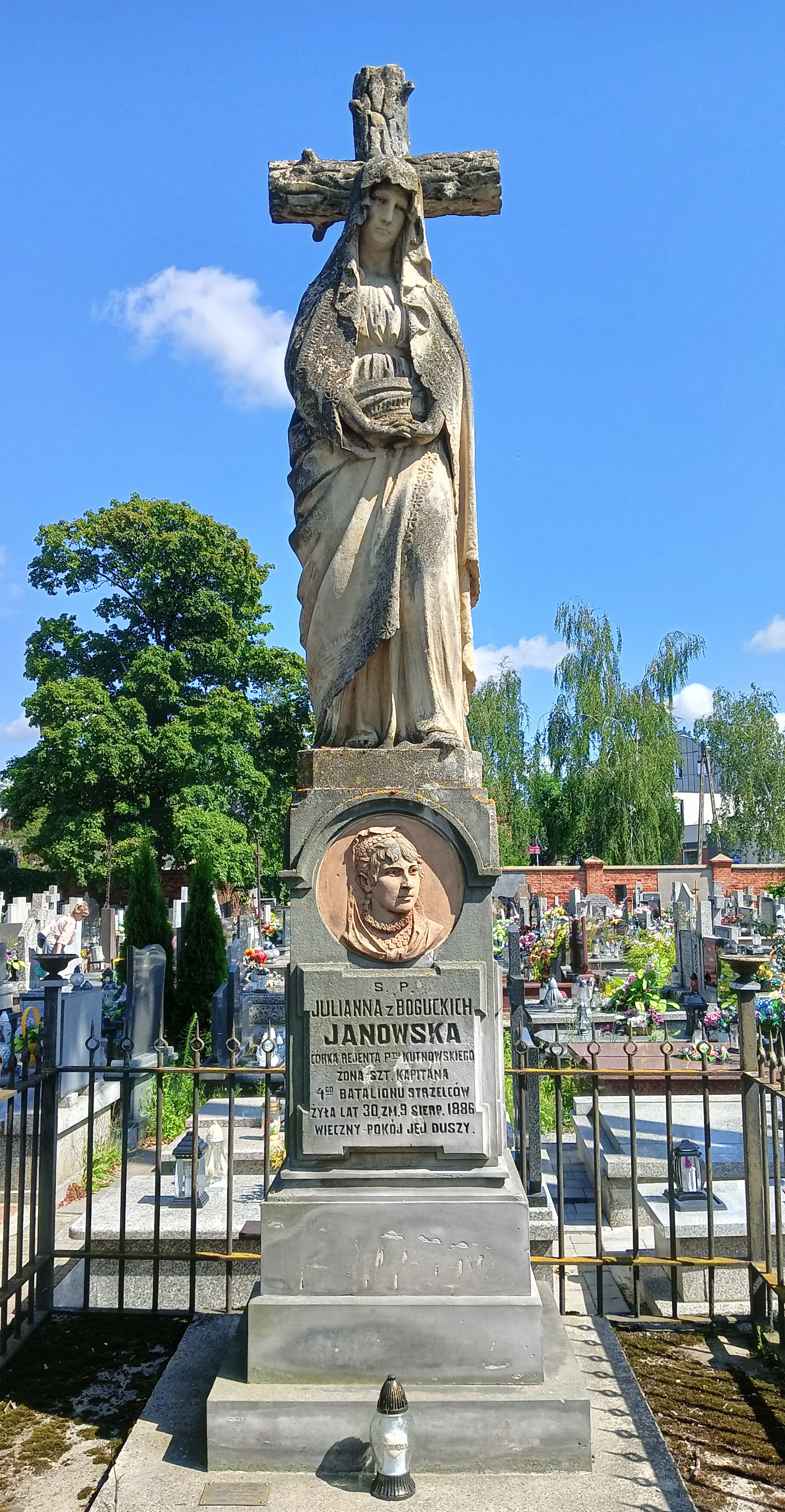
Grób Julianny z Boguckich Janowskiej
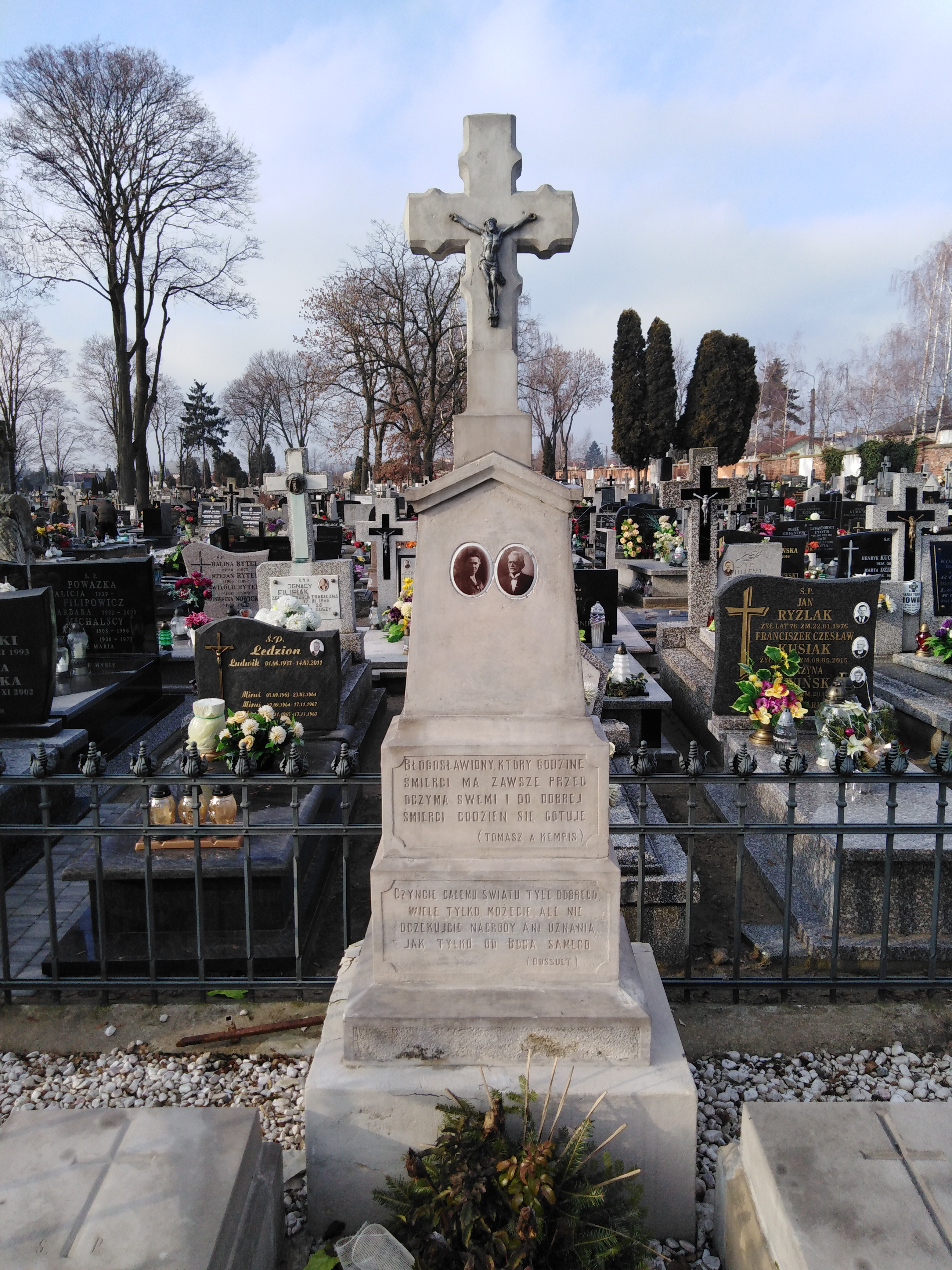
Grób doktora Antoniego Troczewskiego i jego żony Lubomiry z Piaseckich
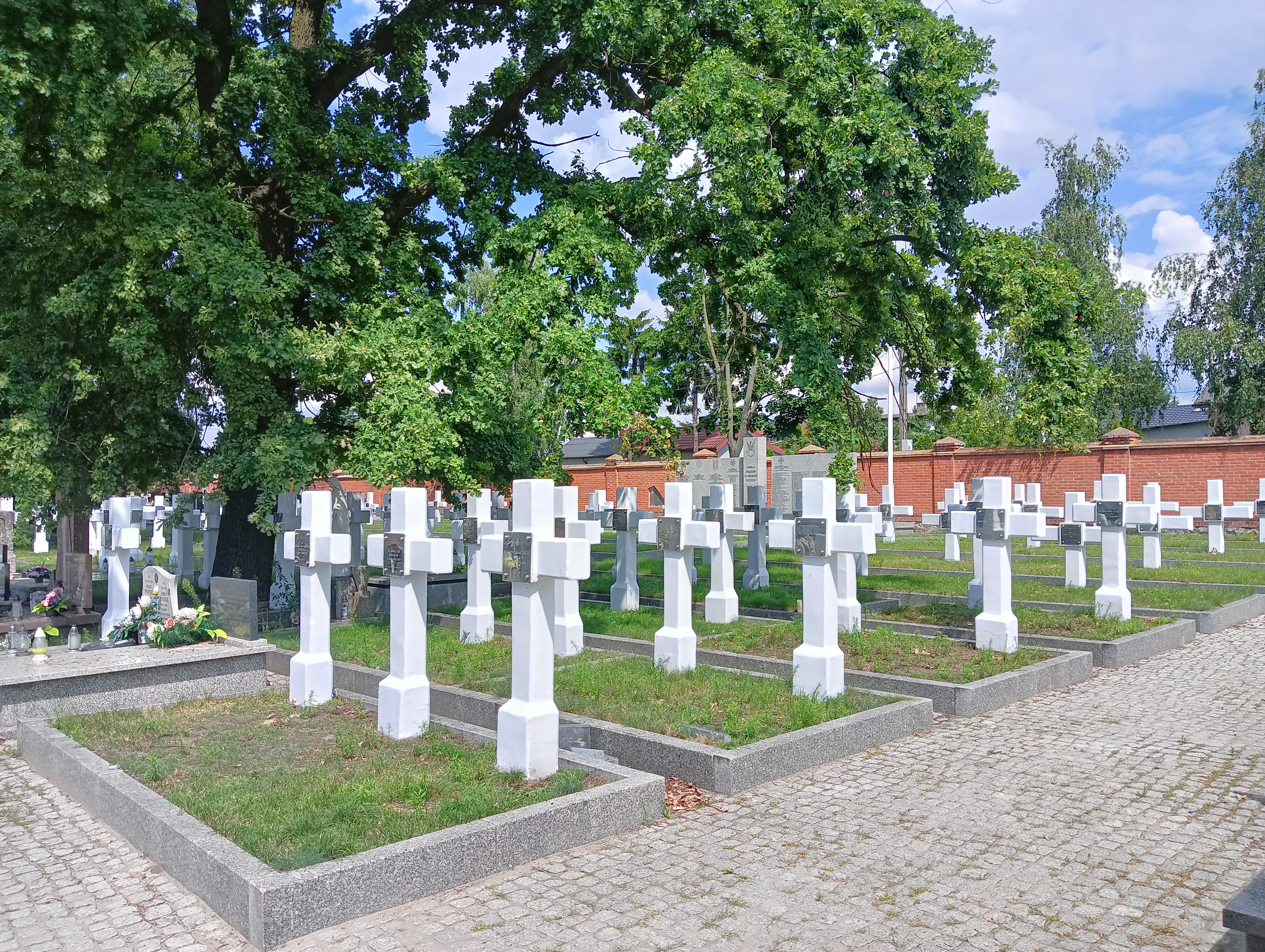
Kwatera wojskowa (1919-1939)
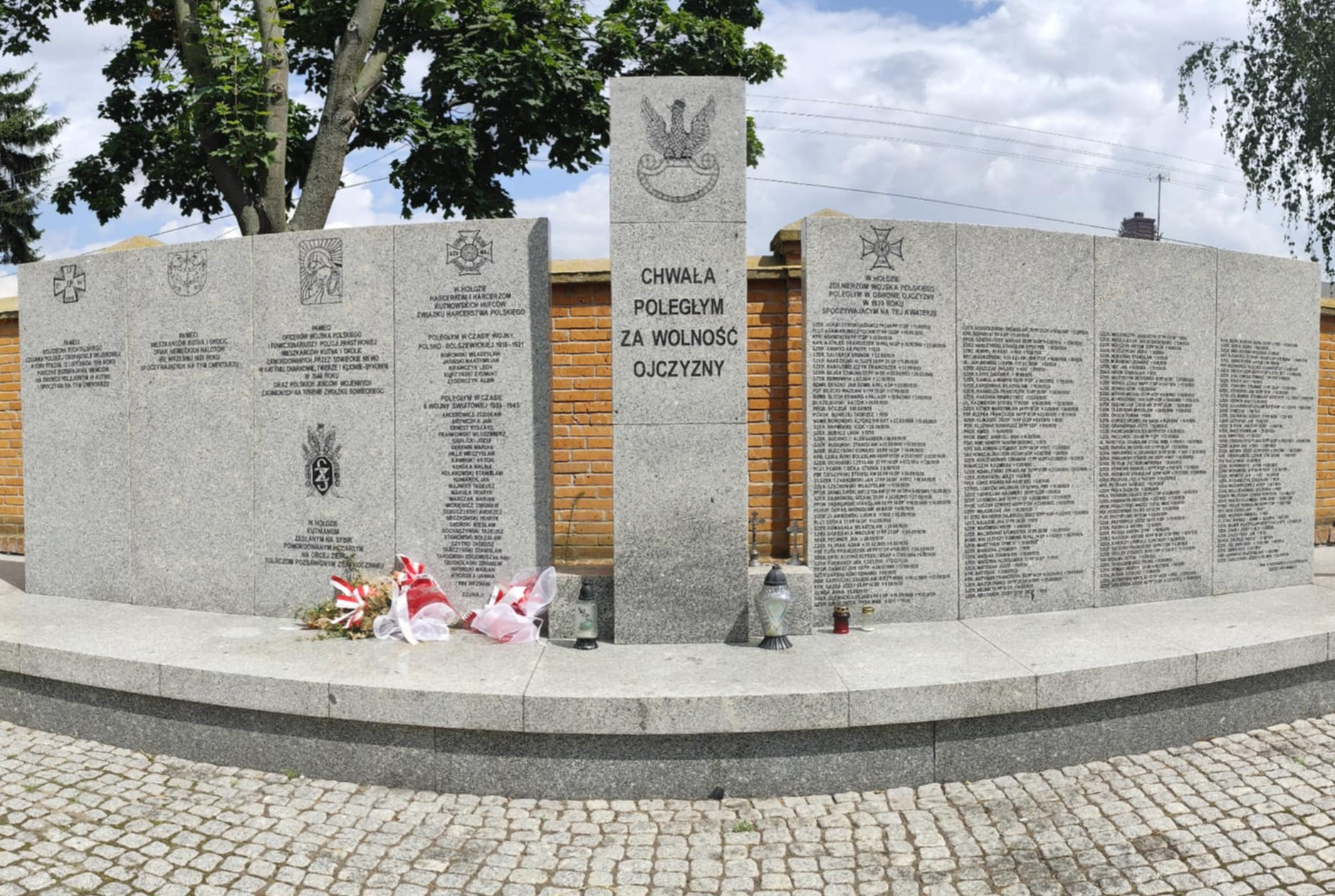
Miejsce pamięci narodowej przy kwaterze wojskowej
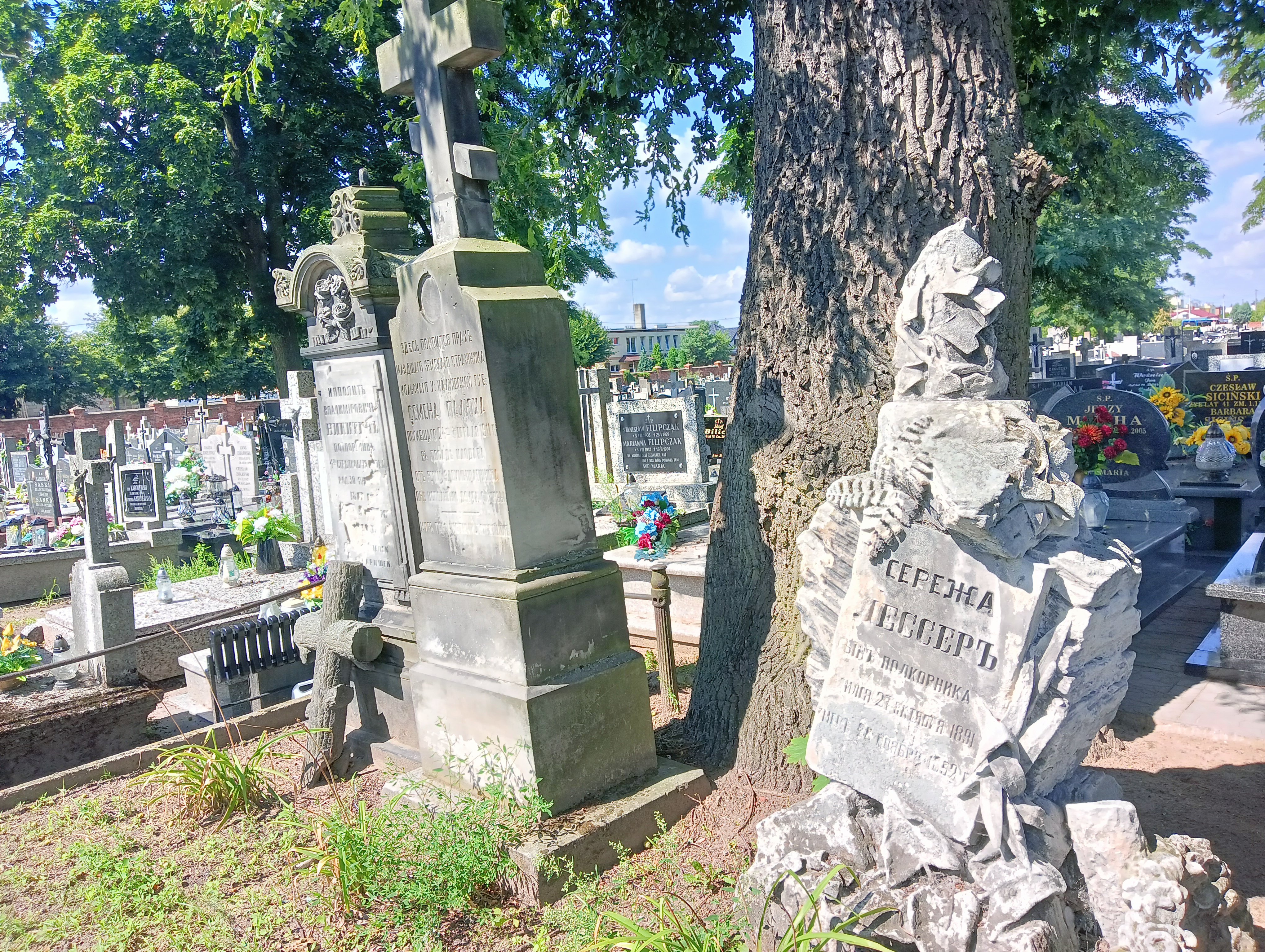
Rosyjskie nagrobki
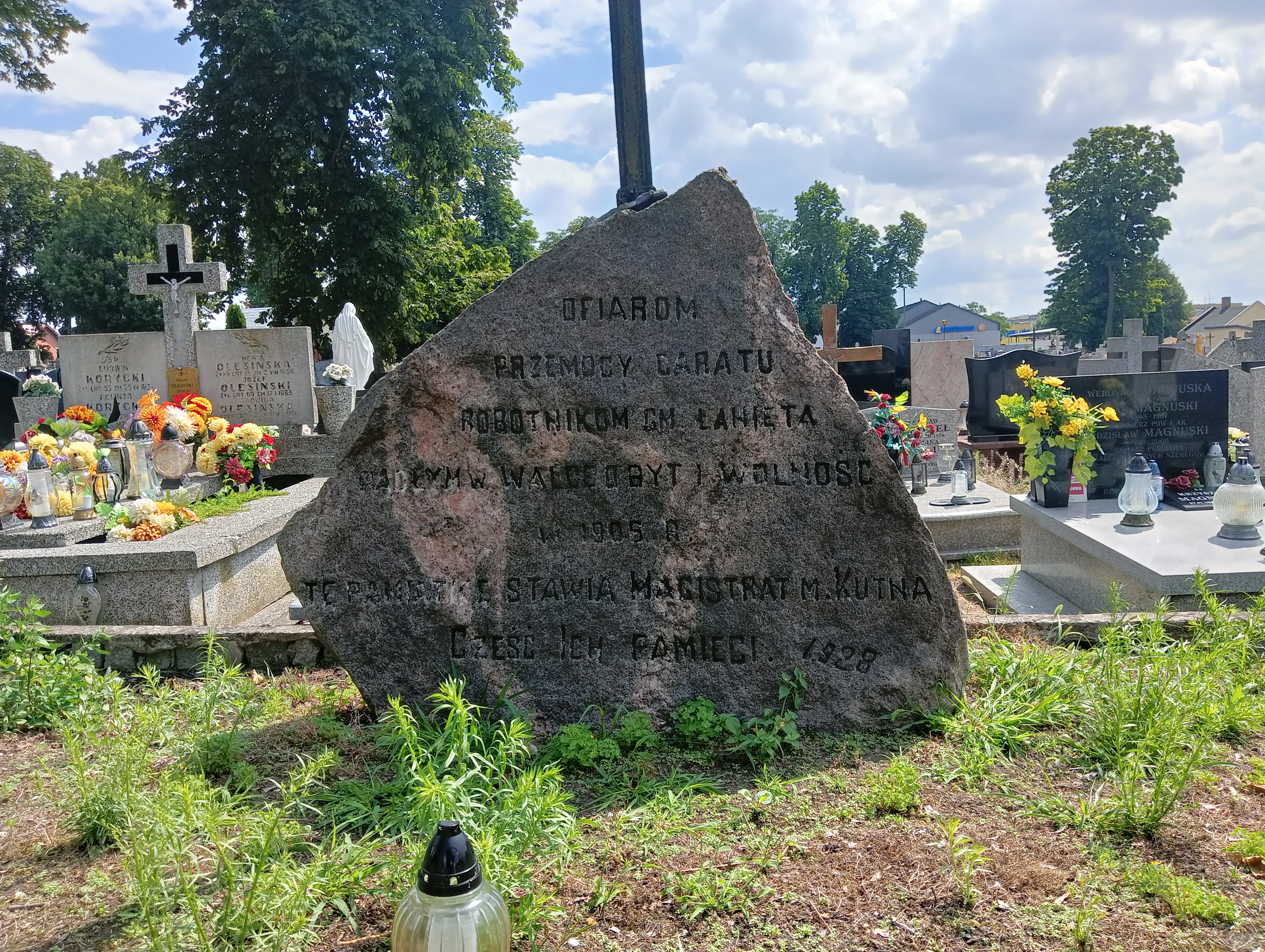
Pomnik poległych robotników z Łaniąt w trakcie rewolucji 1905 roku